# Novabrasil Brasília
Novabrasil Brasília é uma emissora de rádio brasileira sediada em Brasília, Distrito Federal. Opera no dial FM, na frequência 97,5 MHz, e é uma emissora própria da Novabrasil. Pertence ao Grupo Thathi de Comunicação, e sua programação é voltada ao MPB. A rede foi lançada no dia 1 de julho de 2000, depois da aquisição das emissoras que formavam a Manchete FM.

## História
Em agosto de 1975, houve a outorga da antiga Manchete FM, junto com a permissão da Transamérica FM (hoje Transamérica Pop). A emissora pertencia ao falido Grupo Bloch, e era afiliada a antiga Manchete FM, uma rede que consistia em músicas do gênero adulto-contemporâneo e tinha como emissoras: São Paulo, Rio de Janeiro, Salvador e Recife. 
Em 1998, devido a crise que o Grupo Bloch, assim como seus veículos de comunicação, como a Rede Manchete, a afiliada brasiliense, juntamente com as outras emissoras, foram incorporadas à Igreja Renascer em Cristo, e a transformou na Manchete Gospel FM, trocando o adulto-contemporâneo por música gospel. Em 1999, as FMs de Salvador, Recife e Brasília, foram vendidas ao ex-governador de São Paulo: Orestes Quércia..
Em janeiro de 2002, a frequência 97,5 passa a transmitir a NovaBrasil FM, que tinha emissoras apenas em São Paulo, Campinas (hoje Nova FM) e Rio de Janeiro, e que depois passou a ter afiliadas em Salvador e Recife.
Em outubro de 2020, é confirmada a venda da rede NovaBrasil FM e das demais empresas de comunicação do Grupo Solpanamby ao Grupo Thathi de Comunicação, do empresário Chaim Zaher, com base em Ribeirão Preto. A nova administração assume no mês seguinte.